# Turkiet, Skutskär

Turkiet är ett villaområde om cirka 20 fastigheter i västra Skutskär. Det var tidigare namnet på en driftplats på Ostkustbanan, men efter utbyggnaden av dubbelspår i en ny, västligare sträckning, så försvann Turkiet från järnvägskartan.
Turkiets driftplats (Tkt) fanns 2006–2016 och låg strax söder om Skutskärs norra (gamla stationen), där dubbelspåret övergick i enkelspår.
Områdets namn beror på att det ligger väldigt avsides från resten av Skutskär och kanske anmärkningsvärt då det har samma namn som nationen Turkiet